# Comuna Kotiujanî, Murovani Kurîlivți
Kotiujanî (în ucraineană Котюжани) este o comună în raionul Murovani Kurîlivți, regiunea Vinnița, Ucraina, formată din satele Blakîtne, Kotiujanî (reședința) și Vilșanka.

## Demografie
Componența lingvistică a satului Kotiujanî
     Ucraineană (98,97%)
     Rusă (1,03%)
Conform recensământului din 2001, majoritatea populației satului Kotiujanî era vorbitoare de ucraineană (98,97%), existând în minoritate și vorbitori de rusă (1,03%).